# حلالم

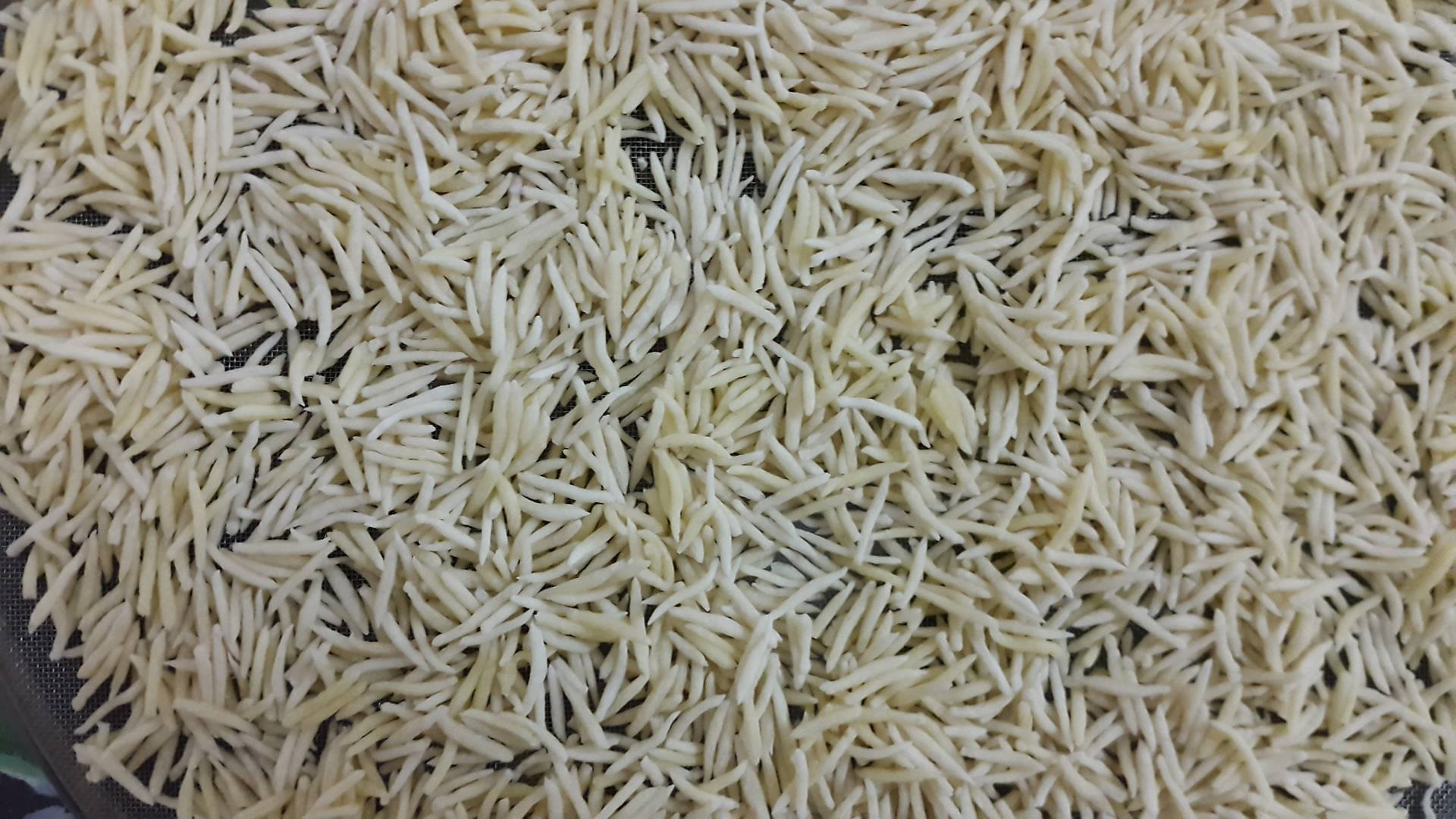
حلالم في مرحلة تجفيف العحين

الحلالم هي أكلة تونسية وهي عبارة عن حساء بالخضر وتطبخ خاصة في فصل الشتاء .

## المكونات
- فول اخضر
- جزر
- جلبانة
- حلالم
- بقدونس
- كرفس
- بصل
- زيت
- معجون طماطم
- هريسة
- ملح، فلفل أسود، توابل .

## طريقة التحضير
تتم تقلية البصل في الزّيت حتّى يتغير لونه ثم تضاف الخضر الّا البقدونس ثم الماء ويتركون للطبخ مدّة 45 دقيقة، ثم تتم إضافة الملح والتوابل و البقدونس وبعد 10 دقائق تتم إضافة الحلالم .